# Громы (Украина)
Громы́ (укр. Громи) — село в Уманском районе Черкасской области Украины.
Почтовый индекс — 20343. Телефонный код — 4744.

## Население
Население по переписи 2001 года составляло 1160 человек.

### Языковой состав
Родной язык населения по данным переписи 2001 года:
| Язык       | Численность, чел. | Доля     |
| ---------- | ----------------- | -------- |
| Украинский | 1 143             | 98,53 %  |
| Русский    | 14                | 1,21 %   |
| Другое     | 3                 | 0,26 %   |
| Итого      | 1 160             | 100,00 % |

## История
В XIX веке село Громы было в составе Уманской волости Уманского уезда Киевской губернии. В селе была Димитриевская церковь.

## Местный совет
20343, Черкасская обл., Уманский р-н, с. Громы, ул. Ленина